# 雅子泡疹介
雅子泡疹介（学名：Phlyctocythere yatzui）为彎貝介科泡疹介屬下的一个种。